# Philonotion americanum
Philonotion americanum är en kallaväxtart som först beskrevs av A.M.E.Jonker och Fredrik Pieter Jonker, och fick sitt nu gällande namn av S.Y.Wong och Peter Charles Boyce. Philonotion americanum ingår i släktet Philonotion och familjen kallaväxter. Inga underarter finns listade.